# بصمات فوق الماء (فلم)
بصمات فوق الماء هو فيلم رعب مصري من إخراح ياسين إسماعيل ياسين وبطولة ميرفت أمين، فاروق الفيشاوي، دلال عبد العزيز ومريم فخر الدين. صدر الفيلم في 26 أغسطس 1985.

## نبذه
زوجان سعيدان مع ابنتهم يتعرضان لملاحقة روح شقيقة الزوج، حيث أنها قتلت الكلب والقطة الخاصتين بالعائلة وتستمر مع البشر لتقتل عدة أفراد بالعائلة انتقامًا من موقف حدث لها قبل وفاتها.

## طاقم العمل
- ميرفت أمين بدور سلوى
- فاروق الفيشاوي بدور رمزي عمران
- دلال عبد العزيز بدور هالة
- مريم فخر الدين بدور أم سلوى
- سميرة محسن بدور بسيمة عمران
- هشام سليم بدور الدكتور عمر
- صبري عبد المنعم بدور إسماعيل
- عزت المشد بدور الحج عمران

## وصلات خارجية
- بصمات فوق الماء على موقع الدهليز
- بصمات فوق الماء على موقع قاعدة بيانات الأفلام العربية